# Капитан Фракасс (фильм, 1984)
«Капитан Фракасс» — советский двухсерийный телевизионный художественный фильм, снятый в 1984 году по одноимённому роману Теофиля Готье.

## Сюжет
Однажды осенью в грозовую ночь в полуразрушенном родовом замке обедневшего гасконского барона де Сигоньяка останавливается на ночлег труппа бродячих актёров, направляющихся в Париж и намеревающихся стать лучшей театральной труппой Франции. Скромный барон влюбляется в красивую, но добродетельную простушку Изабеллу.
Комедианты предлагают барону присоединиться к ним, и барон соглашается, надеясь сделать карьеру при дворе в Париже. На пути в столицу труппа переживает нападение со стороны разбойника Агостена, которого сопровождает ловкая девочка-бродяжка Чикита, а затем даёт удачное представление в замке маркиза де Брюйера, увлёкшегося актрисой Серафиной, в то время как его супруга «кладёт глаз» на молодого актёра Леандра. Однако последний, назначив маркизе свидание, получает вместо этого побои от слуг хозяина замка.
Покинув замок Брюйер, труппа попадает в снежную бурю, во время которой гибнет немолодой исполнитель роли капитана Матамор, и Сигоньяк неожиданно соглашается заменить покойного на сцене в роли капитана Фракасса. После нового удачного спектакля в Пуатье, Изабеллой увлекается придворный щёголь герцог Валломбрез. Презирая неуступчивость простушки, он открывает на неё настоящую охоту. Защитив честь возлюбленной на дуэли с честолюбивым вельможей, Сигоньяк сначала приобретает славу на театральных подмостках, а затем вместе с актёрской труппой отражает нападение бандитов, нанятых Валломбрезом, чтобы поквитаться с бароном за проигранную дуэль.
Однако на этом герцог не успокоился и за крупную сумму денег нанял некоего Лампурда, обладавшего репутацией лучшего наёмного убийцы. Тем не менее, Лампурд ничего не смог противопоставить прекрасно владеющему шпагой Сигоньяку и уступил тому в поединке. После этого Лампурд был вынужден вернуть герцогу деньги за неисполненное убийство барона.
Но, несмотря на бдительность барона и опеку со стороны коллег-актёров, Валломбрезу с помощью банды наёмников удаётся похитить Изабеллу и заключить её в своём замке. Отважный Сигоньяк с друзьями-комедиантами проникает туда и вступает в схватку с соперником, тяжело его ранив. Внезапно в усадьбе появляется престарелый принц — отец Валломбреза, который узнаёт в Изабелле свою внебрачную дочь, актрисе-матери которой он некогда оставил свой фамильный перстень. Таким образом стало понятно, что Изабелла и герцог — единокровные сестра и брат, и брак между ними невозможен.
Тем временем Агостен попадает в руки инквизиции, и ему грозит мучительная казнь. Чтобы спасти его, юная Чикита незаметно подбирается к повозке палача, заколов любимого навахой и избавив его, таким образом, от мучений.
Барон вместе с актёрами уезжает из Парижа и возвращается в свой опустевший замок. На дороге перед замком его встречает старый слуга, и тогда барон решает навсегда покинуть замок и продолжить странствовать по Франции с актёрской труппой. Внезапно на горизонте появляется роскошно одетая всадница, в которой все узнают Изабеллу.
Пережив немало опасных приключений, влюблённые барон и Изабелла, воссоединяются, наконец, в родовом гнезде Сигоньяков.

## В ролях
| Актёр                      | Роль                                  |
| -------------------------- | ------------------------------------- |
| Олег Меньшиков             | барон де Сигоньяк                     |
| Анна Исайкина (Дубровская) | актриса Изабелла, возлюбленная барона |
| Михаил Данилов             | Тиран                                 |
| Светлана Тома (Фомичёва)   | Серафина                              |
| Леонид Ярмольник           | Леандр                                |
| Олег Севастьянов           | Педант (Блазиус)                      |
| Анастасия Бедрединова      | Луиза (дуэнья)                        |
| Юри Ярвет                  | Матамор                               |
| Ивар Калныньш              | герцог де Валломбрез                  |
| Всеволод Шиловский         | маркиз де Брюйер                      |
| Валентин Никулин           | кардинал Ришельё                      |
| Елена Кондулайнен          | Иоланта де Фуа                        |
| Пётр Горин                 | разбойник Агостен                     |
| Анна Зайцева               | Чикита                                |
| Олев Эскола                | принц де Валломбрез                   |
| Кирилл Чернозёмов          | бретёр Жакмен Лампурд                 |
| Имант Кренберг             | Пьер                                  |
| Андрей Дударенко           | начальник охраны                      |
| Прийт Ратас                | Беломбр                               |
| Борис Романов              | хозяин гостиницы                      |
| Артур Ваха                 | гвардеец кардинала                    |
| Карл Калкун                | гвардеец кардинала                    |
| Рита Рааве                 | маркиза де Брюйер                     |
| Мурад Султаниязов          | разбойник                             |
| Тоомас Урб                 | разбойник                             |

## Отличие от оригинала
- Образы героя-любовника Леандра и слуги Скапена в фильме объединены.
- Вместо цыганки-субретки Зербины маркиз де Брюйер ухаживает в фильме за Серафиной.
- Пожилая дуэнья носит имя Луизы вместо Леонарды.
- В отличие от романа, действующим лицом является кардинал Ришельё.

## Съёмочная группа
- Режиссёр-постановщик: Владимир Савельев
- Режиссёры: Гарри Тарнопольский, Михаил Шаевич
- Сценарист: Юрий Визбор
- Операторы-постановщики: Андрей Владимиров, Павел Степанов
- Операторы: Виктор Лысак, А. Рязанцев
- Художники-постановщики: Инна Быченкова, Мария Левитская

## Песни в фильме
Песни на стихи Булата Окуджавы исполняли Елена Камбурова и Наталья Горленко:
1. Ах, как летят за днями дни
2. Вот какая-то лошадка
3. Дождик осенний
4. Надежды крашеная дверь

## Культурные аналогии
Несмотря на то, что основой поэтического театрального романа «Капитан Фракасс» являются эстетические и эмоциональные комментарии автора к описываемым событиям, а не само динамическое действие, как в событийных «Трёх мушкетёрах», то есть эти романы весьма далеки друг от друга, к 1984 году у зрителей сложилось впечатление о главном герое романа «Капитан Фракасс» Сигоньяке, как о ещё одном мушкетёре XVII века, просто из другой компании. Этому поспособствовала лента, созданная откровенно угождавшими коммерческим интересам Жаном Маре и Анри Юннебелем и представлявшая собой очередную вариацию на темы рыцарской любви, таинственных похищений, погонь и драк. Вот и режиссёр В. Савельев добавил к театральной теме первоисточника фехтовальные трюки, поединки, дуэли и драки, взятые как будто из «Фанфан-тюльпана». Непонятно откуда в телефильм попал отсутствовавший в первоисточнике кардинал Ришелье (много интриговавший в «Трёх мушкетёрах»), эпизод с которым является опорной цитатой, присоединяющей ленту к популярному, знакомому. Помимо того, что актёр, играющий главную роль, обликом своим стремится к Д’Артаньяну, в его роль внесена подмена: вместо стихов Ронсара (как в романе-первоисточнике) герой читает роман Сервантеса (которого он называет своим любимым писателем) «Дон Кихот», что так же сближает Сигоньяка с Д’Артаньяном, которого Александр Дюма сравнивал с Дон Кихотом.

## Критика
Театральный критик Ирина Мягкова в рецензии на страницах газеты «Советская культура» писала, что прекрасным произведением, созданным в противовес коммерческой эксплуатации романа Готье, телефильм режиссёра В. Савельева по сценарию Ю. Визбора не стал, хотя мог. По мнению Мягковой, главной причиной этому стало то, что авторы не отошли от привычной «мушкетёрской» модели приключенческого фильма, хотя и предпринимали попытки в этом направлении. Картина не достигла адекватности и чистоты жанра своего литературного первоисточника, образ театра в ней получился неинтересным. Прекрасная музыка, написанная композиторами И. Шварцем и В. Дашкевичем на стихи Б. Окуджавы асинхронна фильму, не совпадает с ним. Мягкова сочла, что неудачность фильма является не результатом неверно поставленной задачи или ложного выбора, а результатом непоследовательности, неудачей поиска.
Кинокритик Эльга Лындина в своей книге об Олеге Меньшикове писала, что во время имевших место в СССР в 1980-х годах некоторого оцепенения чувств и духовной инертности удачная экранизация романа «Капитан Фракасс» Теофиля Готье могла бы стать хитом, но трёхсерийный телефильм режиссёра Владимира Савельева оказался неудачным. По мнению Лындиной, снявший до этого не запомнившиеся зрителям посредственные игровые ленты Савельев не мог сказать своей картиной ничего нового в сравнении с тремя французскими экранизациями романа (1929, 1943 и 1961 годов). Лындина предположила, что экранизация не удалась бы и у более одарённого режиссёра, потому что требующее бури и экспрессии, но не требующее трагической глубины великолепие галльского жизнелюбия остаётся чуждым для российского, славянского менталитета, а условные маски и пафос «мушкетёрских» фильмов непривычны для российских актёров, тянущихся к драме, психологии, нюансам, достоверности. Лындина сочла, что, не смотря на наличие в фильме сражений, боёв на шпагах, пылких любовных объяснений и интриг коварных дам, долженствовавших показывать накал страстей и событий, на экране всё смотрится однообразно и пресно, ничуть не вызывая ожидаемое лёгкое чувство опьянения романтической игрой. По мнению Лындиной, экранизация потеряла основной стержневой элемент романа, его главную тему: бунт поэта против аристократического общества, лицемерного и регламентированного. Одной из возможных причин неудачности картины Лындина назвала дождливую погоду на месте натурных съёмок (проходили в Таллине), нисколько не напоминавшую солнечные французские равнины. Единственным достоинством, позволившим сериалу продержаться на экране много лет, Лындина назвала участие в главной роли Олега Меньшикова.